# Pierre Molinier
Pierre Molinier (13. dubna 1900 Agen – 3. března 1976 Bordeaux) byl francouzský malíř, fotograf a básník.

## Život
V roce 1919 se usadil v Bordeaux, kde začal provozovat řemeslo malíře. Živil se tak až do roku 1960. Mezi léty 1920–1940 maloval realisticky na klasická témata: krajiny v kraji Lot-et-Garonne, zátiší, portréty i autoportréty. Jeho práce z přírody a hledání struktury, barvy a světla v krajině jej přivedlo k impresionismu, zatímco jeho portréty evokují expresionismus. Stal se členem Společnosti nezávislých umělců z Bordeaux a od roku 1928 se pravidelně účastnil jejích výstav.
Na konci roku 1951 však obeslal výstavu této Společnosti obrazem propletených těl, který byl považován za lascivní a během výstavy byl zahalen. To se stalo důvodem k přerušení styků s Bordeauxskou společností. Počátkem roku 1955 poslal reprodukce svých obrazů a básní André Bretonovi. Ten jeho dílo nadšené uvítal a zprostředkoval mu výstavu v galerii L'Étoile scellée v Paříži, k tomu do jeho katalogu mu napsal předmluvu. Poté Molinier vytvořil obálku revue Le Surréalisme même a na pozvání Bretonem, v roce 1958 vystavoval na 8. Mezinárodní výstavě surrealismu věnované Erotu. Byl členem surrealistické skupiny mezi léty 1955–1969, zůstával však na okraji surrealismu.
Nejvíce je znám díky svým erotickým obrazům a fotomontážím, inscenovaným jeho vlastním tělem s fetišistickými prvky. Jeho dílo ovlivnilo evropské a severoamerické výtvarné umělce na počátku 70. let a stále přitahuje pozornost současných umělců, kritiků a sběratelů.

## Výstavy
- Pierre Molinier, galerie L'Étoile scellée, Paříž 1956
- Molinier. Peintures, photos et photomontages, Centre Georges-Pompidou], Paříž, 1979
- Pierre Molinier, 50 photographies et photomontages érotiques, galerie À l'Enseigne des Oudins, Paříž 1996
- Pierre Molinier, Institut de Valence d'art moderne|IVAM, Valencie (Španělsko), 1999
- Pierre Molinier photographe. Une rétrospective, galerie Kamel Mennour, Paříž 2000
- Pierre Molinier 1946-1966, 2 décennies magiques, galerie À l'Enseigne des Oudins 2001
- Pierre Molinier. Jeux de miroirs, Musée des beaux-arts de Bordeaux, 2005
- Pierre Molinier, Comme je voudrais être, Galerie Christophe Gaillard, Paříž 2010
- Pierre Molinier, Vertigo, Galerie Christophe Gaillard, Paříž 2018

## Básně
- Les Orphéons magiques, Thierry Agullo éditeur, 1979